# Protonemura viridis
Protonemura viridis är en bäcksländeart som beskrevs av Boris Ivan Balinsky 1950. Protonemura viridis ingår i släktet Protonemura och familjen kryssbäcksländor. Inga underarter finns listade i Catalogue of Life.